# Зерде (журнал)
Зерде́ (каз. зерде — інтелект) — казахстанський щомісячний науково-популярний журнал, що видається казахською мовою.
Перший номер вийшов 1960 року під назвою «Білім жане енбек» (каз. «Білім және еңбек» — «Знання та праця»). Першим редактором був Камал Смаїлов. Журнал знайомить читачів з новинами науки і освіти.

## Історія
Щомісячний казахськомовний журнал «Білім жане енбек» («Знання та праця») почав виходити в січні 1960 року. Ініціаторами видання стали казахстанські відділення ВЛКСМ і Всесоюзної піонерської організації. Основними напрямками діяльності журналу стали як популяризація актуальних напрямів науки і техніки, так і пропаганда класичної та сучасної культури і мистецтва.
Біля витоків журналу стояв видатний популяризатор науки Каниш Сатпаєв. Низку його статей, присвячених радянському Казахстану, опубліковано в перших випусках. До 90-річчя з дня народження вченого 1989 року видано спеціальний випуск.
Від 1989 року журнал видається під сучасною назвою «Зерде» («Інтелект»).
Нині[коли?] головним редактором журналу є А. М. Амангельдиєв.